# 楽園のDoor
「楽園のDoor」（らくえんのドア）は、南野陽子の6枚目のシングル。1987年1月10日にCBS・ソニーからリリースされた。表題曲は、南野自身が主演を務めた東映系映画『スケバン刑事』の主題歌として使用された。

## 概要
「楽園のDoor」は、1987年2月14日に公開された南野主演の東映系映画『スケバン刑事』の主題歌となり、オリコンチャートでは自身初の週間1位を獲得した。南野は当初、この曲がヒットしたという意識はなかったが、CBS・ソニーの販売促進担当者が現場に顔を出して祝いの言葉を掛けたり、周りのスタッフの人数が増えて行ったりするのを見て、次第に肌で感じるようになったという。また、TBS系『ザ・ベストテン』、日本テレビ系『歌のトップテン』両番組共に、最高順位が自身初の3位にランクインしている。
EP盤においては、初回限定盤（LPレコード型ジャケット、クリスタル・レコード、特製レーベル、豪華特典）と2月1日に発売された通常盤の2形態で発売された。
サビとアウトロの部分の振り付けは、映画『スケバン刑事』で「究極のヨーヨー」を投げる時のポーズと同じ（通常のヨーヨーの4倍の重量があるという設定のため、右手で左手首を持ちながら投げるのが特徴）。
南野はTBS系ドラマ『パパはニュースキャスター』に本人役で出演した際、本楽曲を歌った。
作曲を手掛けた来生たかおは、アルバム『Étranger』（1987年11月）でセルフカバーを行っている。
表題曲、B面曲ともに、1987年3月5日発売の『スケバン刑事 オリジナル・サウンドトラック』に収録された。

## 収録曲
両曲共通　作詞: 小倉めぐみ／作曲: 来生たかお／編曲: 萩田光雄
1. 楽園のDoor（4:47）
2. 夜の東側（4:38）

## 版権
- 発売当初からバーニングパブリッシャーズにある[6]。

## 参考資料
- ザテレビジョン『別冊ザテレビジョン ザ・ベストテン～蘇る!80's ポップスHITヒストリー～』角川インタラクティブ・メディア、2004年12月。ISBN 4-04-894453-3。